# Милитария (филателия)
Милитари́я — группа знаков добровольных сборов (ЗДС), имеющих отношение к войнам и вооружённым силам.

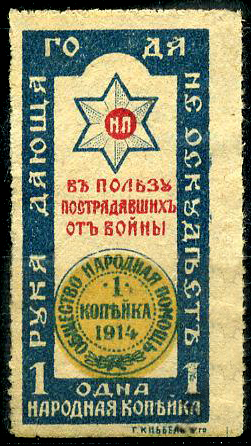
Марка добровольного сбора в пользу пострадавших от войны, Общество народная помощь (Россия, 1914)

## Классификация
В зависимости от целей пожертвований в «Милитарию» включаются знаки добровольных сборов следующих категорий:
- на усиление обороноспособности страны в мирное и военное время (помощь вооружённым силам, их развитие, военная подготовка)
- помощь воинам, сражающимся с врагом (сборы на медицинское оборудование и санитарное обслуживание, подарки, обмундирование, просвещение)
- помощь жертвам войны (раненым, инвалидам, сиротам, семьям воинов, беженцам, военнопленным, депортированным, интернированным)

## История
До первой мировой войны выпуски «Милитарии» были немногочисленны, с её началом как в странах Антанты, так и в Центральных державах начался массовый выпуск марок и виньеток патриотической направленности. В Великобритании, Франции и Италии одновременно с изданием ЗДС пропагандировалось их коллекционирование и даже выпускались специальные альбомы.
Кроме стихийно возникавших по общественной инициативе выпусков, было организовано регулярное издание серий знаков определённой тематики. Известны большие серии виньеток, посвящённых войсковым соединениям, кораблям Военно-Морского Флота, героям войны, городам и т. д. Так, например, во Франции были выпущены виньетки, посвящённые 114-му пехотному полку, городу Кольмар.
Тематика виньеток отражала текущие задачи военной пропаганды — любовь к родине и ненависть к врагу. Заметное место в тематике занимала информация о текущих событиях, например, морская блокада Германии, применение англичанами танков, Февральская революция в России, которым были посвящены французские виньетки. В добровольных сборах того периода участвовали и филателисты, например, в 1916 году в Лондоне виньетку выпустил Национальный филателистический фонд Великобритании.
Тематика рисунков ЗДС Центральных держав (Германия и Австро-Венгрия) не была столь разнообразной, но общее направление пропаганды было примерно таким же.
Значительным был выпуск ЗДС во время Гражданской войны в России 1918—1922 годов, а также гражданской войны в Испании 1936—1939 годов. Марки и виньетки выпускались как республиканцами, так и франкистами, как в крупных, так и в мелких населённых пунктах.
Вторая мировая война дала относительно небольшое количество выпусков ЗДС. Кроме ЗДС, выпускавшихся общественными организациями воюющих стран, известны знаки организаций соотечественников за рубежом, например англичане в Китае, чехи и словаки в Англии и другие. ЗДС выпускало также движение Сопротивления в странах, оккупированных Германией.

## Российская и советская «Милитария»

### Российская империя

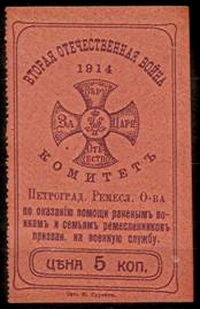
Марка добровольного сбора на оказание помощи раненым воинам и семьям ремесленников, призванных на военную службу, Комитет Петроградского ремесленного общества (Россия, 1914)

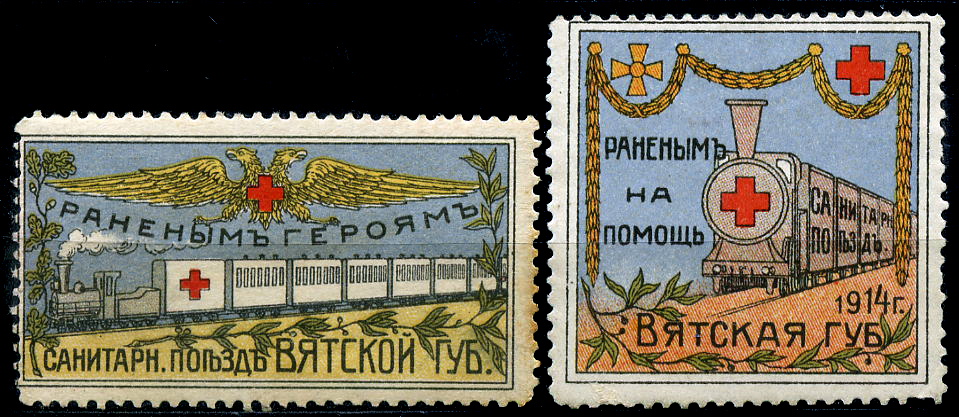
Виньетки добровольного сбора на помощь раненым, Вятская губерния (Россия, 1914)

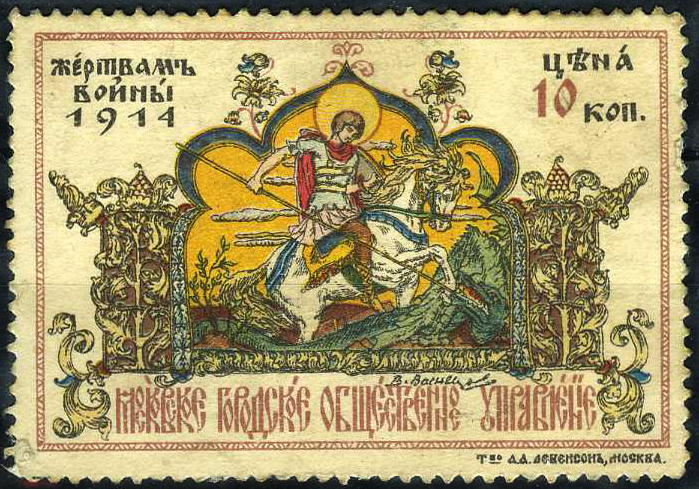
Марка добровольного сбора жертвам войны 1914 года, Московское городское общественное управление. Художник В. Васнецов

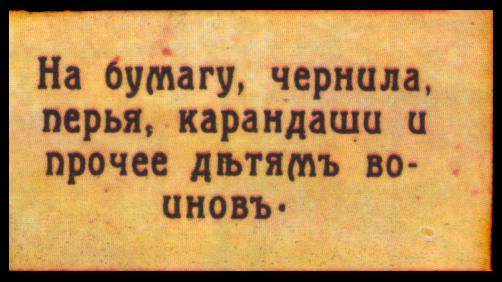
Виньетка добровольного сбора на помощь детям воинов (Иркутск)

В Российской империи первоначально бумажные и картонные виньетки почти не применялись. Для изготовления таких знаков использовался металл, тонкая жесть, таким образом жестяные жетоны русских гуманитарных организаций начала века по сути являются предшественниками благотворительных виньеток в России. Война заставила заменить металл более доступными бумагой и картоном. Первые ЗДС «Милитария» были изданы в период русско-японской войны 1904—1905 годов. Известны марки сборов помощи славянам периода балканских войн 1912—1913 годов. Однако большинство выпусков ЗДС произошла в 1914 году.
С началом военных действий развёртываются сборы помощи раненым, беженцам, военным, на создание госпиталей, санитарных поездов, санаториев для выздоравливающих воинов, в пользу инвалидов и прочие. Производились сборы помощи странам-союзникам: Сербии, Черногории, Бельгии. Постоянно организовывали сборы помощи семьям воинов.
Марки и виньетки добровольных сборов выпускались на всей территории Российской империи от Варшавы на западе до Владивостока на Тихом океане. Проводимые общественными организациями добровольные сборы в ряде случаев были общероссийскими, но чаще всего локальными, иногда в масштабе учреждения или предприятия, например, Рижский политехнический институт, полтавский цех извозчиков, московские пожарные команды и другие. Часто сборы имели целевой характер, при этом общественность чутко реагировала на текущие нужды фронта. Средства собирались на табак и папиросы, на противогазы для армии, на книги, на сапоги и многое другое.
Графическое оформление ЗДС было самым разнообразным — от предельно простых, например, виньетки Иркутска, до высокохудожественных, проекты которых выполнялись известными художниками, например, Виктором Васнецовым. Известны виньетки рисованные от руки. Многочисленные выпуски, изготовленные в виде флагов, вымпелов, лент, погонов, головных уборов, цветов. Эта группа виньеток наиболее трудна для определения места их выпуска.
Февральская революция 1917 года вызвала новую волну добровольных сборов, проводимых под призывами защиты свобод.

### Период Гражданской войны

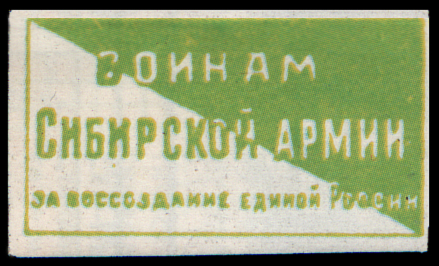
Виньетка добровольного сбора на помощь воинам Сибирской армии (Барнаул)

В начале Гражданской войны в России 1918—1922 годов отмечается спад выпуска ЗДС, однако уже в 1920 году эта форма общественной помощи начинает всё шире применяться советскими общественными организациями для сбора помощи фронту, инвалидам войны и т. п.
Менее известны ЗДС, выпускавшиеся белым движением. Их коллекционирование в 1920-х —1930-х годах могло быть истолковано официальными органами как проявление контрреволюционных настроений. По этой причине такие знаки обычно уничтожались и дошли до нашего времени в очень незначительном количестве. Так, например, известны виньетки, выпущенные в Барнауле «Воинам Сибирской армии за воссоздание единой России».

### Послевоенные выпуски

#### Всерокомпом

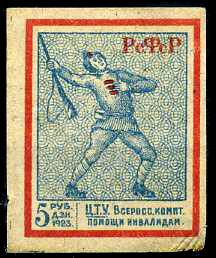
Марка добровольного сбора Всерокомпома (октябрь 1922 года)

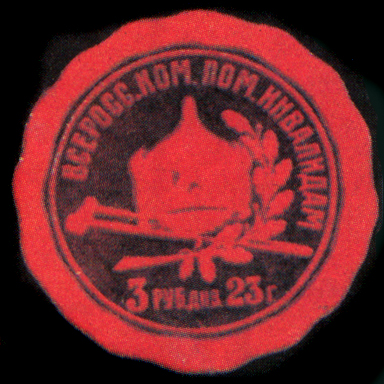
«Марка сургучной печати» добровольного сбора Всерокомпома (октябрь 1922 года)

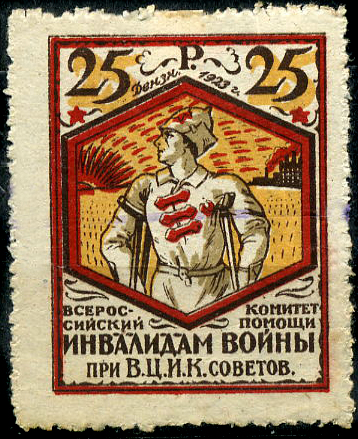
Марка добровольного сбора Всерокомпома (май—июнь 1923 года)

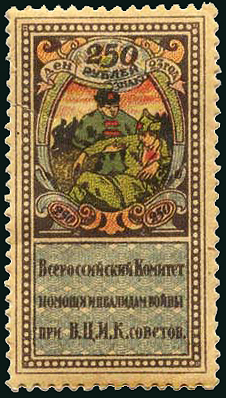
Марка добровольного сбора Всерокомпома (декабрь 1923 — май 1924 года)

Одним из инициаторов выпуска благотворительных марок в пользу инвалидов войны был Всероссийский комитет помощи больным и раненым красноармейцам и инвалидам войны при ВЦИК Советов (Всерокомпом), существовавший с октября 1919 года по март 1930 года. Согласно постановлению ВЦИК от 11 января 1922 года, Всерокомпом стал центральной общественной организацией, собирающей пожертвования, организуя различные благотворительные акции, привлекая массы к уходу за раненными.
С лета 1922 года издательская секция при Центральном торговом управлении (ЦТУ) Всерокомпома стала выпускать открытки, портреты, значки и марки. Первые марки, отпечатанные в октябре 1922 года, были весьма невзрачны, тусклы, отпечатаны на грубой бумаге с неряшливой зубцовкой. В то же время были выпущены так называемы, «марки сургучной печати» четырёх номиналов, которые представляли собой круг с волнистыми краями на толстой бежевой бумаге с общим рисунком: будёновка, под ней костыль, справа дубовая ветвь.
Начиная с апреля 1923 года в стране прошли три массовые кампании, так называемые «Всероссийские недели помощи инвалидам войны». Всерокомпомом было отпечатано и разошлось по стране большое количество благотворительных марок: только с мая по октябрь 1923 года — 40 миллионов экземпляров. Доход от реализации марок в бюджете Всерокомпома в 1923 году составил 34 %. Общей отличительной особенностью марок этих выпусков было обязательное указание номинала в денежных единицах 1923 года. С марок была также удалена аббревиатура «Ц. Т. У.», поскольку издательская секция с 27 апреля 1923 года вышла из-под подчинения Торгового управления и стала самостоятельным издательством Всерокомпома. Ещё одной особенностью этого выпуска является большое различие в текстах и шрифтах, а порой и в изображении, поскольку марки печатались в разных типографиях. Так, в Москве были задействованы: частная типография Васильева «Ломоносов» (1-я Тверская-Ямская улица, 22), типолитография Яшкина «Свой труд» (Воронцовская улица, 50), Корпуса военных топографов им. тов. Дунаева (улица Большая Полянка), 1-я Московская типография Гознак, типография «Рото» (улица Семёновская, 25), типография «Художественная печать», типография Всерокомпома (улица Рождественка, 20). В Петрограде марки печатались в типографиях имени Ивана Фёдорова и имени Евгении Соколовой.
С середины 1923 года в связи с инфляцией появилась необходимость в переоценке марок. Соответствующие надпечатки на марках делались в разных городах, поэтому нет единообразия в их нанесении, в шрифтах, цвете, тексте. Таких разновидностей насчитывается несколько сотен. Выпуски 1923 года завершаются марками крупных номиналов — в 250, 500 и 1000 рублей. Они были рассчитаны на оплату коллективных взносов. На марках этой серии в последний раз указан номинал в дензнаках 1923 года.
В 1924 году марок Всерокомпома было выпущено немного. Печатались они в типографии Гознака и были высокого качества. В декабре 1924 года вышла серия из четырёх марок с рисунком нагрудного значка Всероскомпома, выпущенного в 1923 году в серебре как награда активистам Общества и в обычном металле для широкой продажи населению. А в январе 1925 года — серия из четырёх марок с изображением значка Всероскомпома, выпущенного в 1925 году.

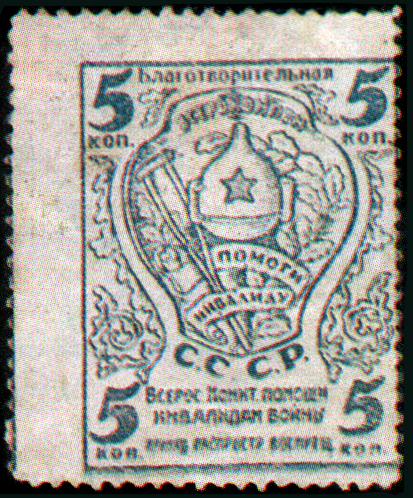
Марка добровольного сбора Всерокомпома (декабрь 1924 года)

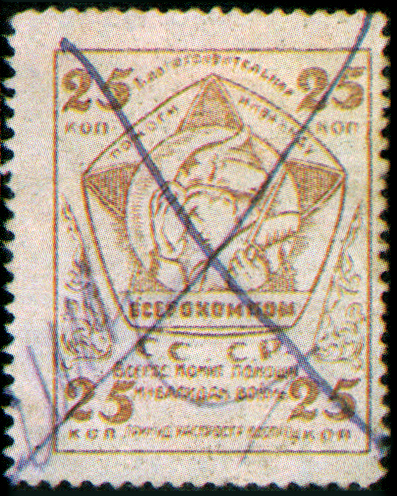
Марка добровольного сбора Всерокомпома (январь 1925 года)

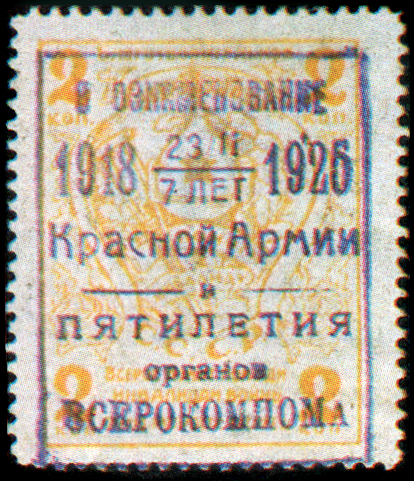
Марка добровольного сбора Всерокомпома с надпечаткой (февраль 1925 года)

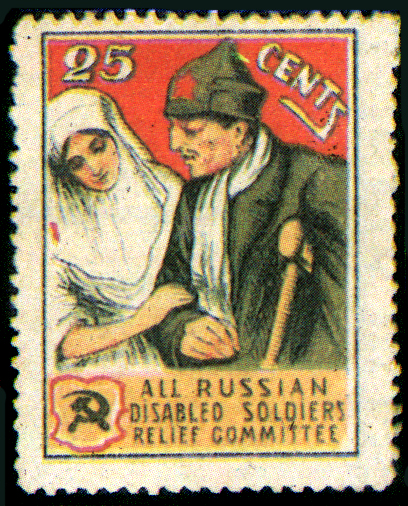
«Американская марка» добровольного сбора Всерокомпома (август 1922 года)

Марки последних лет выпусков были менее выразительны и не столь привлекательны — тусклая одноцветная печать на тонкой бумаге не давала возможности проявить графику рисунка. Эти марки всё более стали походить на почтовые и поэтому, чтобы не запутать население, над рисунком размещалась надпись: «Благотворительная». Внизу марки, по требованию Наркомфина СССР, был помещён обязательный текст: «Принуд. распростр. воспрещ.» («Принудительное распространение воспрещается»). Это было связано с тем, что во многих учреждениях страны гражданам при расчётах вместо разменной монеты стали выдавать благотворительные марки.
В феврале 1925 года на двух последних сериях марок выпуска декабря 1924 и января 1925 года была сделана типографская надпечатка фиолетового или красного цвета в ознаменование семилетия Красной Армии и пятилетия органов Всерокомпома. Эта эмиссия стала завершающим выпуском общесоюзных благотворительных марок Всероскомпрома. Прекращение марочных эмиссий связано с тем, что Комитет, согласно Постановлению ВЦИК, начиная с 1926 года претерпел значительные изменения в характере своей деятельности. Перед ним были поставлены те же задачи, что и перед органами социального обеспечения. Однако распространение остатков последних выпусков марок продолжалось вплоть до 1931 года.
Издательство Всерокомпома сумело организовать работу по распространению марок в масштабах всей страны. Территория СССР была разбита на 22 района, в каждом был свой уполномоченный со штатом агентов, которые получали процент за реализацию марок. Активно распространялись марки через подразделения ВСНХ, крупнейших наркоматов, профсоюзные, кооперативные, юридические и прочие учреждения. Народный комиссариат почт и телеграфов 23 июля 1923 года издал циркуляр «Об установлении во всех почтово-телеграфных предприятиях продажи изданий и марок Всерокомпома при ВЦИК», в котором, в частности, сказано:
…предлагается установить во всех П. Т. предприятиях продажу на комиссионных началах специальных марок Всерокомпома. Распространение и продажа изданий и марок должны носить исключительно добровольный характер: причем лиц, приобретающих марки Всерокомпома следует предупреждать, что марки эти могут быть наклеиваемы на всякого рода отправления, погашаются штемпелем П. Т. Предприятия, но не принимаются в расчёт оплаты сборов за данное отправление.
Подобное распоряжение было сделано Наркоматом путей сообщения. В телеграмме начальника Главного управления движения НКПС Заруцкого от 4 апреля 1923 года говорилось:
На основании распоряжения Наркомпути <…> устанавливается наклеивание особых марок на документы по грузовым, багажным и пассажирским операциям. Все грузовые документы как по отправлению, так и по прибытию или по приёму багажа оплачиваются соответствующими марками… В оправдание взыскании этого сбора на дубликаты накладных, дорожных документах, багажные квитанции, квитанции разных сборов и пассажирские билеты наклеиваются соответствующие марки и обязательно гасятся.
Практически все губисполкомы РСФСР настоятельно рекомендовали:
…наклеивать марки на всякого рода документы, оплачиваемые гербовым канцелярским сбором". Терский губисполком предложил в июне 1923 года администрации театров «на группе Кавминвод» в пользу раненых красноармейцев «обязательно наклеивать на все проданные билеты инвалидную марку в следующем порядке: на билеты стоимостью до 20 рублей — рублёвую марку, от 20 до 50 рублей — двухрублёвую, от 50 до 100 рублей — трёхрублёвую марку, от 100 рублей и выше — пятирублёвую марку.
Все марки наклеивались на билеты таким способом, что половина оставалась на корешке, другая на билете. Моссовет также указал «всем театрам и кинематографам города Москвы и Московской губернии» во время Всероссийской недели помощи инвалидам распространять марки Всерокомпома «путём приклеивания их к билетам и начислением указанной на марке стоимости».
Всерокомпом распространял свои марки и за рубежом. Комитет в 1923—1924 годах направлял соответствующие письма в Наркомвнешторг СССР и Наркоминдел СССР с просьбой активно участвовать в помощи инвалидам. Торговые представительства СССР за границей включались в распространение благотворительных марок «среди трудящихся масс, сочувственно относящихся к нашему Союзу, через их профессиональные органы и общества друзей Советского Союза». За рубежом Внешторгом и НКИДом распространялись «американские марки» в долларах и центах с текстом на английском языке. Известны выпуски «американских марок» в августе 1922 года и в апреле 1924 года.
Помимо общесоюзных марок Всерокомпома известны также благотворительные эмиссии Украины, Закавказского, Туркестанского и Дальневосточного компомов, Ленинграда, Вологды и других городов, имевшие локальное распространение и практически малоисследованные.

#### Москомпом

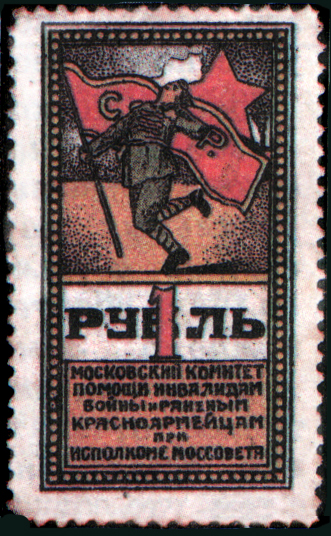
Марка добровольного сбора Московского комитета помощи инвалидам войны (1924 год)

Активное участие в деле оказания помощи раненым в Гражданской войне принимал Московский комитет помощи инвалидам войны и раненым красноармейцам при исполкоме Моссовета (Москомпом). На вокзалах столицы были созданы питательные пункты для раненых, налажена эвакуация в городские медучреждения, оказывалась помощь инвалидам войны одеждой и деньгами при отправке их к местам проживания.
16 июня 1924 года Наркомфин СССР выдал разрешение Москомпому на выпуск благотворительных марок для распространения среди москвичей в количестве 4 250 000 штук. В августе того же года была выпущена серия из 8 марок с номиналами от 1 копейки до 1 рубля. Эти марки составили ощутимую конкуренцию общесоюзным. В результате последовало письмо руководства Всерокомпома, где утверждалось, что «в выпуске марок Москомпомом видится дезорганизация и подрыв работы издательства Всерокомпома». Согласно Постановлению ЦИК СССР Всерокомпом получил монопольное право на выпуск и распространение благотворительных марок по стране. В связи с этим в январе 1925 года марки Москомпома были изъяты из обращении и уничтожены.

### СССР

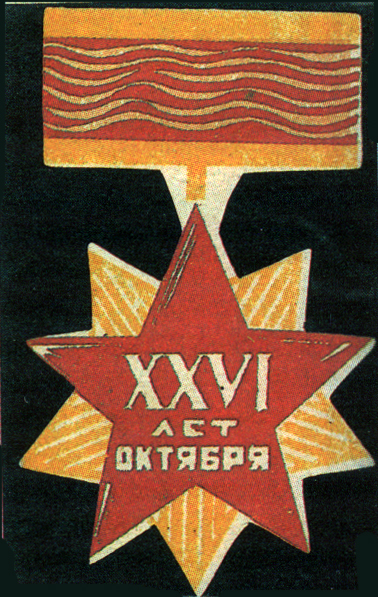
Благотворительная виньетка в пользу воинов Красной Армии, находившихся на излечении в ошском военном госпитале (1943)

Годы после окончания Гражданской войны проходили в Советском Союзе под знаком грядущей мировой революции. В обществе поддерживалось постоянное ожидание нападения извне. Массово производились сборы на укрепление вооружённых сил: создание и развитие авиации, восстановление и развитие военного флота, укрепление пограничных войск. Сборы в пользу Красного Креста шли также под лозунгами укрепления обороноспособности страны. Широкое распространение имели сборы средств в пользу Осоавиахима. Последним предвоенным массовым выпуском ЗДС были марки и виньетки сборов на постройку самолёта «Максим Горький», проходивших в 1933 году.
Для периода Великой Отечественной войны 1941—1945 годов известен только один выпуск виньеток — это знаки сбора на подарки раненным воинам, находившимся на лечении в госпитале, проводившегося в октябре 1943 года в Оше (Киргизская ССР). Организатором выпуска этих виньеток был московский коллекционер М. Д. Неронов, работавший в то время в военном госпитале. Работники местной типографии в свободное время отпечатали тираж на сэкономленной от плановых заказов бумаге. На рисунке изображены две пятиконечные звезды, красная и лучистая жёлтая, наложенные одна на другую и прикреплённые к колодке с жёлто-красной муаровой лентой. Для отделения фигурных виньеток от листов бумаги была сделана просечка. Виньетки распространялись киосками «Союзпечати».
В послевоенное время в 1965 году ДОСААФом была выпущена серия из пяти марок к предстоящей 3-й Всесоюзной спартакиаде по техническим видам спорта. На обороте знаков была помещена надпись «Памятная марка 10 коп.».
| Марки добровольного сбора ДОСААФ (1965)                                | Марки добровольного сбора ДОСААФ (1965) |
| ---------------------------------------------------------------------- | --------------------------------------- |
|                                                                        |                                         |
| Серия по случаю 3-й Всесоюзной спартакиады по техническим видам спорта |                                         |